# Budynek przy ul. Kościuszki 85 w Toruniu
Budynek przy ul. Kościuszki 85 w Toruniu – dawna fabryka spirytusu, obecnie budynek mieszkalny, położony na Mokrem w Toruniu. Powstał w 1900 roku. Pierwotnie znajdowała się w nim fabryka spirytusu prowadzona przez Johanna Gottlieba Adolpha, toruńskiego kupca towarów kolonialnych. W 1922 zakład ten przejął Adam Barski, urządzając tu swoją firmę Świteź, w której produkowano m.in. mydła żywiczne i toaletowe. Budynek figuruje w gminnej ewidencji zabytków (nr 1716).